# Anklam
Anklam er en by og kommune i det nordøstlige Tyskland, beliggende under Landkreis Vorpommern-Greifswald i delstaten Mecklenburg-Vorpommern. Fra 1994 til 2011 var byen administrationsby i Landkreis Ostvorpommern.
Byen blev svensk efter Trediveårskrigen i 1648 og forblev svensk frem til 1720, da halvdelen af byen blev overdraget til Preussen. Den nordlige del af byen forblev dog på svenske hænder frem til 1815, hvorefter hele byen blev preussisk.
Anklam har 14.603 indbyggere (2005)[kilde mangler].

## Byer ved Anklam
- Ueckermünde (Tyskland)
- Pasewalk (Tyskland)
- Wolgast (Tyskland)
- Stralsund (Tyskland)
- Świnoujście (Polen)
- Nowe Warpno (Polen)